# Frisilia homalistis
Frisilia homalistis is een vlinder uit de familie van de Lecithoceridae. De wetenschappelijke naam van de soort werd voor het eerst geldig gepubliceerd in 1935 door Edward Meyrick.